# Quang Kim
Quang Kim là một xã thuộc huyện Bát Xát, tỉnh Lào Cai, Việt Nam.

## Địa lý
Xã Quang Kim nằm ở phía đông nam huyện Bát Xát, cách thị trấn Bát Xát khoảng 3 km, có vị trí địa lý:
- Phía đông giáp thành phố Lào Cai
- Phía tây giáp xã Bản Qua
- Phía nam giáp thành phố Lào Cai và các xã Phìn Ngan, Tòng Sành
- Phía bắc giáp Trung Quốc và thị trấn Bát Xát.

Xã Quang Kim có diện tích 28,77 km², dân số năm 2019 là 5.327 người, mật độ dân số đạt 185 người/km².
Xã Quang Kim là xã vùng thấp, địa hình gồm nhiều dải đồi liên tiếp, giữa là các thung lũng thấp dần từ tây nam đến đông bắc. Độ cao trung bình là 250 m đến 300 m.
Sông Hồng là đoạn biên giới quốc gia tự nhiên dài 5,2 km giữa xã Quang Kim với Trung Quốc  dài 5,2 km . Bên kia biên giới là trấn Hà Khẩu (河口镇) thuộc huyện Hà Khẩu, châu tự trị Hồng Hà, tỉnh Vân Nam, Trung Quốc.

## Hành chính
Xã Quang Kim được chia thành 12 thôn.

## Lịch sử
Ngày 28 tháng 5 năm 1981, sáp nhập thôn Tả Trang của xã Tả Ngảo vào xã Quang Kim.
Đến năm 2019, xã Quang Kim có diện tích 30,82 km², dân số là 5.977 người, mật độ dân số đạt 194 người/km². Dân tộc Giáy 61.2%, dân tộc Kinh 31.3%, Dân tộc Dao 5.1 và dân tộc khác 2.4% cư trú trên 12 thôn.
Ngày 11 tháng 2 năm 2020, Ủy ban Thường vụ Quốc hội ban hành Nghị quyết số 896/NQ-UBTVQH14 về việc sắp xếp các đơn vị hành chính cấp huyện, cấp xã thuộc tỉnh Lào Cai (nghị quyết có hiệu lực từ ngày 1 tháng 3 năm 2020). Theo đó, điều chỉnh 2,05 km² diện tích tự nhiên và 650 người thuộc hai thôn: Kim Thành 1, Kim Thành 2 của xã Quang Kim vào thành phố Lào Cai.
Sau khi điều chỉnh, xã Quang Kim có diện tích 28,77 km², dân số là 5.327 người.